# Tháng 11 năm 2011
Tháng 11 năm 2011 bắt đầu vào Thứ ba và kết thúc sau 30 ngày vào Thứ tư.

## Chủ đề:Thời sự
| Thứ ba, ngày 1 tháng 11 |
| - Trung Quốc phóng tàu không người lái Thần Châu 8, dự định sẽ ghép nối với môđun không gian Thiên Cung 1. Nếu thành công, đây sẽ là cột mốc lớn trong tiến trình xây dựng trạm không gian của Trung Quốc. (BBC) |

| Thứ ba, ngày 1 tháng 11 |
| - Trung Quốc phóng tàu không người lái Thần Châu 8, dự định sẽ ghép nối với môđun không gian Thiên Cung 1. Nếu thành công, đây sẽ là cột mốc lớn trong tiến trình xây dựng trạm không gian của Trung Quốc. (BBC) |

| Thứ tư, ngày 2 tháng 11 |
| - Nhà sáng lập WikiLeaks Julian Assange người Úc bị dẫn độ về Thụy Điển để điều tra các cáo buộc quấy rối tình dục. (The Guardian) |

| Thứ tư, ngày 2 tháng 11 |
| - Nhà sáng lập WikiLeaks Julian Assange người Úc bị dẫn độ về Thụy Điển để điều tra các cáo buộc quấy rối tình dục. (The Guardian) |

| Thứ năm, ngày 3 tháng 11                                                                                 |
| - Hội nghị G-20 tiến hành tại thành phố Cannes của Pháp, thảo luận về khủng hoảng nợ châu Âu. (BBC News) |

| Thứ năm, ngày 3 tháng 11                                                                                 |
| - Hội nghị G-20 tiến hành tại thành phố Cannes của Pháp, thảo luận về khủng hoảng nợ châu Âu. (BBC News) |

| Thứ sáu, ngày 4 tháng 11 |
| - Những người cứu hộ cố gắng cứu 57 người thợ mỏ mắc kẹt tại Tam Môn Hiệp, tỉnh Hà Nam, Trung Quốc. (AP qua Times of India) - Alfonso Cano, thủ lĩnh Lực lượng Vũ trang Cách mạng của Colombia, bị lực lượng chính quyền giết chết. |

| Thứ sáu, ngày 4 tháng 11 |
| - Những người cứu hộ cố gắng cứu 57 người thợ mỏ mắc kẹt tại Tam Môn Hiệp, tỉnh Hà Nam, Trung Quốc. (AP qua Times of India) - Alfonso Cano, thủ lĩnh Lực lượng Vũ trang Cách mạng của Colombia, bị lực lượng chính quyền giết chết. |

| Thứ bảy, ngày 5 tháng 11 |
| - Tổ chức khủng bố Hồi giáo Boko Haram nhận trách nhiệm trong loạt tấn công tại Damaturu phía đông bắc Nigeria đã khiến ít nhất 63 người chết. (BBC) |

| Thứ bảy, ngày 5 tháng 11 |
| - Tổ chức khủng bố Hồi giáo Boko Haram nhận trách nhiệm trong loạt tấn công tại Damaturu phía đông bắc Nigeria đã khiến ít nhất 63 người chết. (BBC) |

| Chủ nhật, ngày 6 tháng 11 |
| - Một vụ trượt đất khiến 18 người thiệt mạng và nhiều người khác bị thương ở Colombia (CNN) - Vận động viên người Kenya Geoffrey Mutai chiến thắng tại giải Marathon New York với thời gian kỷ lục. |

| Chủ nhật, ngày 6 tháng 11 |
| - Một vụ trượt đất khiến 18 người thiệt mạng và nhiều người khác bị thương ở Colombia (CNN) - Vận động viên người Kenya Geoffrey Mutai chiến thắng tại giải Marathon New York với thời gian kỷ lục. |

| Thứ hai, ngày 7 tháng 11 |
| - Ngập lụt tại Ý khiến bảy người chết trong tuần qua và hàng nghìn người ở Torino phải sơ tán khi mực nước sông Po tiếp tục dâng cao. (BBC) - Nhà vô địch quyền Anh người Mỹ Joe Frazier qua đời ở tuổi 67. |

| Thứ hai, ngày 7 tháng 11 |
| - Ngập lụt tại Ý khiến bảy người chết trong tuần qua và hàng nghìn người ở Torino phải sơ tán khi mực nước sông Po tiếp tục dâng cao. (BBC) - Nhà vô địch quyền Anh người Mỹ Joe Frazier qua đời ở tuổi 67. |

| Thứ ba, ngày 8 tháng 11 |
| - Trò chơi Modern Warfare 3, do Infinity Ward phát triển, được Activision phát hành. (680 News) Lưu trữ ngày 10 tháng 11 năm 2011 tại Wayback Machine - Nga bắt đầu dẫn khí thiên nhiên thương mại đến châu Âu qua Nord Stream, đường ống dẫn ngầm dưới biển dài nhất thế giới. - Phi vụ Nga Fobos-Grunt để lấy mẫu đất đá từ Phobos và tàu quỹ đạo Sao Hỏa Huỳnh Hỏa 1 của Trung Quốc, được phóng lên từ Baykonur. - Tiểu hành tinh 2005 YU55 bay sượt gần Trái Đất với khoảng cách 0,00217 AU. |

| Thứ ba, ngày 8 tháng 11 |
| - Trò chơi Modern Warfare 3, do Infinity Ward phát triển, được Activision phát hành. (680 News) Lưu trữ ngày 10 tháng 11 năm 2011 tại Wayback Machine - Nga bắt đầu dẫn khí thiên nhiên thương mại đến châu Âu qua Nord Stream, đường ống dẫn ngầm dưới biển dài nhất thế giới. - Phi vụ Nga Fobos-Grunt để lấy mẫu đất đá từ Phobos và tàu quỹ đạo Sao Hỏa Huỳnh Hỏa 1 của Trung Quốc, được phóng lên từ Baykonur. - Tiểu hành tinh 2005 YU55 bay sượt gần Trái Đất với khoảng cách 0,00217 AU. |

| Thứ tư, ngày 9 tháng 11                                                |
| - Số người chết trong lũ lụt Thái Lan 2011 lên tới 529. (Bangkok Post) |

| Thứ tư, ngày 9 tháng 11                                                |
| - Số người chết trong lũ lụt Thái Lan 2011 lên tới 529. (Bangkok Post) |

| Thứ năm, ngày 10 tháng 11 |
| - Tòa án tối cao Israel xác nhận mức án bảy năm tù đối với cựu tổng thống Moshe Katsav vì tội hiếp dâm. (BBC) - Liên minh Bảo tồn Thiên nhiên Quốc tế tuyên bố rằng loài tê giác đen Tây Phi đã tuyệt chủng. |

| Thứ năm, ngày 10 tháng 11 |
| - Tòa án tối cao Israel xác nhận mức án bảy năm tù đối với cựu tổng thống Moshe Katsav vì tội hiếp dâm. (BBC) - Liên minh Bảo tồn Thiên nhiên Quốc tế tuyên bố rằng loài tê giác đen Tây Phi đã tuyệt chủng. |

| Thứ sáu, ngày 11 tháng 11 |
| - Thủ tướng Danny Philip của Quần đảo Solomon từ chức. (ABC News Australia) - Lucas Papademos nhậm chức Thủ tướng Hy Lạp sau khi George Papandreou từ chức trong cuộc khủng hoảng nợ công. |

| Thứ sáu, ngày 11 tháng 11 |
| - Thủ tướng Danny Philip của Quần đảo Solomon từ chức. (ABC News Australia) - Lucas Papademos nhậm chức Thủ tướng Hy Lạp sau khi George Papandreou từ chức trong cuộc khủng hoảng nợ công. |

| Thứ bảy, ngày 12 tháng 11                                                                           |
| - Silvio Berlusconi từ chức Thủ tướng Ý. - Hội nghị thượng đỉnh APEC khai mạc tại Honolulu, Hoa Kỳ. |

| Thứ bảy, ngày 12 tháng 11                                                                           |
| - Silvio Berlusconi từ chức Thủ tướng Ý. - Hội nghị thượng đỉnh APEC khai mạc tại Honolulu, Hoa Kỳ. |

| Chủ nhật, ngày 13 tháng 11 |
| - Ít nhất sáu người chết và bốn người bị thương sau một vụ nổ bom từ một chiếc xe lừa ở Mastak, Pakistan. (AFP qua Google News) Lưu trữ ngày 14 tháng 11 năm 2011 tại Wayback Machine |

| Chủ nhật, ngày 13 tháng 11 |
| - Ít nhất sáu người chết và bốn người bị thương sau một vụ nổ bom từ một chiếc xe lừa ở Mastak, Pakistan. (AFP qua Google News) Lưu trữ ngày 14 tháng 11 năm 2011 tại Wayback Machine |

| Thứ hai, ngày 14 tháng 11                                              |
| - Số người chết trong lũ lụt Thái Lan 2011 lên đến 562. (Bangkok Post) |

| Thứ hai, ngày 14 tháng 11                                              |
| - Số người chết trong lũ lụt Thái Lan 2011 lên đến 562. (Bangkok Post) |

| Thứ ba, ngày 15 tháng 11 |
| - Cảnh sát Anh bắt giữ bốn người tại Sparkhill, Birmingham trong một chiến dịch chống khủng bố. (BBC) - Ellen Johnson Sirleaf được tái cử chức Tổng thống Liberia. |

| Thứ ba, ngày 15 tháng 11 |
| - Cảnh sát Anh bắt giữ bốn người tại Sparkhill, Birmingham trong một chiến dịch chống khủng bố. (BBC) - Ellen Johnson Sirleaf được tái cử chức Tổng thống Liberia. |

| Thứ tư, ngày 16 tháng 11 |
| - Tổng thống Mỹ Barack Obama đến Australia trong chuyến thăm kỷ niệm 60 năm ký kết hiệp ước ANZUS. (BBC) - Mario Monti nhậm chức Thủ tướng Ý sau khi Silvio Berlusconi từ chức. - Liên đoàn Ả Rập đình chỉ tư cách thành viên của Syria vì tiếp tục đàn áp nổi dậy. - Phi vụ cuối cùng của tàu Soyuz TMA chở phi hành đoàn Nga–Mỹ đến Trạm vũ trụ Quốc tế. |

| Thứ tư, ngày 16 tháng 11 |
| - Tổng thống Mỹ Barack Obama đến Australia trong chuyến thăm kỷ niệm 60 năm ký kết hiệp ước ANZUS. (BBC) - Mario Monti nhậm chức Thủ tướng Ý sau khi Silvio Berlusconi từ chức. - Liên đoàn Ả Rập đình chỉ tư cách thành viên của Syria vì tiếp tục đàn áp nổi dậy. - Phi vụ cuối cùng của tàu Soyuz TMA chở phi hành đoàn Nga–Mỹ đến Trạm vũ trụ Quốc tế. |

| Thứ năm, ngày 17 tháng 11 |
| - Daniel Ortega chiến thắng trong cuộc bầu cử tổng thống Nicaragua 2011, cùng với những cuộc biểu tình phản đối kết quả. (CNN) |

| Thứ năm, ngày 17 tháng 11 |
| - Daniel Ortega chiến thắng trong cuộc bầu cử tổng thống Nicaragua 2011, cùng với những cuộc biểu tình phản đối kết quả. (CNN) |

| Thứ sáu, ngày 18 tháng 11 |
| - Đảng Liên kết Quốc gia Dân chủ của Aung San Suu Kyi tuyên bố đăng ký như một đảng chính trị sau khi bị cấm tại Miến Điện từ tháng 5 năm 2010. - Cựu tổng thống Phillipines Gloria Macapagal-Arroyo bị bắt với những cáo buộc gian lận bầu cử. (BBC) |

| Thứ sáu, ngày 18 tháng 11 |
| - Đảng Liên kết Quốc gia Dân chủ của Aung San Suu Kyi tuyên bố đăng ký như một đảng chính trị sau khi bị cấm tại Miến Điện từ tháng 5 năm 2010. - Cựu tổng thống Phillipines Gloria Macapagal-Arroyo bị bắt với những cáo buộc gian lận bầu cử. (BBC) |

| Thứ bảy, ngày 19 tháng 11 |
| - Các nhà khoa học phát triển vi mạng kim loại, chất rắn nhẹ nhất trên thế giới. - Một y tá nam Úc bị cáo buộc tội danh giết người trong cái chết của năm người trong một viện dưỡng lão ở Sydney. (AAP via The Australian) |

| Thứ bảy, ngày 19 tháng 11 |
| - Các nhà khoa học phát triển vi mạng kim loại, chất rắn nhẹ nhất trên thế giới. - Một y tá nam Úc bị cáo buộc tội danh giết người trong cái chết của năm người trong một viện dưỡng lão ở Sydney. (AAP via The Australian) |

| Chủ nhật, ngày 20 tháng 11 |
| - Đảng Nhân dân, dưới sự lãnh đạo của Mariano Rajoy, giành đa số ghế trong cuộc tổng tuyển cử tại Tây Ban Nha. - Tổng thống Thổ Nhĩ Kỳ, Abdullah Gül, bắt đầu chuyến thăm quốc gia ba ngày đến Vương quốc Anh. (BBC) |

| Chủ nhật, ngày 20 tháng 11 |
| - Đảng Nhân dân, dưới sự lãnh đạo của Mariano Rajoy, giành đa số ghế trong cuộc tổng tuyển cử tại Tây Ban Nha. - Tổng thống Thổ Nhĩ Kỳ, Abdullah Gül, bắt đầu chuyến thăm quốc gia ba ngày đến Vương quốc Anh. (BBC) |

| Thứ hai, ngày 21 tháng 11 |
| - Cách mạng Ai Cập 2011: ít nhất 11 người thiệt mạng trong một cuộc xung đột giữa những người biểu tình Ai Cập và lực lượng an ninh tại Quảng trường Tahrir, Cairo. (BBC) |

| Thứ hai, ngày 21 tháng 11 |
| - Cách mạng Ai Cập 2011: ít nhất 11 người thiệt mạng trong một cuộc xung đột giữa những người biểu tình Ai Cập và lực lượng an ninh tại Quảng trường Tahrir, Cairo. (BBC) |

| Thứ ba, ngày 22 tháng 11 |
| - SEA Games 26 bế mạc tại sân vận động Gelora Sriwijaya, thành phố Palembang. - Nhà sinh học tiến hóa Mỹ Lynn Margulis mất, 73 tuổi. (National Center for Science Education) |

| Thứ ba, ngày 22 tháng 11 |
| - SEA Games 26 bế mạc tại sân vận động Gelora Sriwijaya, thành phố Palembang. - Nhà sinh học tiến hóa Mỹ Lynn Margulis mất, 73 tuổi. (National Center for Science Education) |

| Thứ tư, ngày 23 tháng 11 |
| - Sáu người, gồm cả trẻ em, thiệt mạng trong một tai nạn máy bay ở dãy núi Superstition, bang Arizona, Hoa Kỳ. (Sydney Morning Herald) |

| Thứ tư, ngày 23 tháng 11 |
| - Sáu người, gồm cả trẻ em, thiệt mạng trong một tai nạn máy bay ở dãy núi Superstition, bang Arizona, Hoa Kỳ. (Sydney Morning Herald) |

| Thứ năm, ngày 24 tháng 11                                                                           |
| - Ba vụ nổ bom tại thành phố Basra, Iraqi, giết ít nhất 19 người và khiến 67 người bị thương. (CNN) |

| Thứ năm, ngày 24 tháng 11                                                                           |
| - Ba vụ nổ bom tại thành phố Basra, Iraqi, giết ít nhất 19 người và khiến 67 người bị thương. (CNN) |

| Thứ sáu, ngày 25 tháng 11 |
| - Kamal Ganzouri được bổ nhiệm làm Thủ tướng Ai Cập, thay thế Essam Sharaf, người từ chức vì những cuộc biểu tình. (VoA) Lưu trữ ngày 3 tháng 1 năm 2012 tại Wayback Machine |

| Thứ sáu, ngày 25 tháng 11 |
| - Kamal Ganzouri được bổ nhiệm làm Thủ tướng Ai Cập, thay thế Essam Sharaf, người từ chức vì những cuộc biểu tình. (VoA) Lưu trữ ngày 3 tháng 1 năm 2012 tại Wayback Machine |

| Thứ bảy, ngày 26 tháng 11 |
| - Cử tri New Zealand tham gia bầu cử chọn đại biểu quốc hội và trưng cầu hệ thống bầu cử. (NZ Stuff) - Một máy bay trực thăng của NATO tấn công một trạm gác của Pakistan, làm thiệt mạng 28 binh sĩ. - Robot thám hiểm tự hành Curiosity được NASA đưa lên Sao Hỏa để tìm hiểu khả năng cư trú trên hành tinh này. |

| Thứ bảy, ngày 26 tháng 11 |
| - Cử tri New Zealand tham gia bầu cử chọn đại biểu quốc hội và trưng cầu hệ thống bầu cử. (NZ Stuff) - Một máy bay trực thăng của NATO tấn công một trạm gác của Pakistan, làm thiệt mạng 28 binh sĩ. - Robot thám hiểm tự hành Curiosity được NASA đưa lên Sao Hỏa để tìm hiểu khả năng cư trú trên hành tinh này. |

| Chủ nhật, ngày 27 tháng 11 |
| - Gary Speed, huấn luyện viên đội tuyển bóng đá quốc gia Wales, qua đời tại nhà riêng ở Cheshire, Anh, được cho là đã tự sát. (BBC) |

| Chủ nhật, ngày 27 tháng 11 |
| - Gary Speed, huấn luyện viên đội tuyển bóng đá quốc gia Wales, qua đời tại nhà riêng ở Cheshire, Anh, được cho là đã tự sát. (BBC) |

| Thứ hai, ngày 28 tháng 11 |
| - Hội nghị LHQ về biến đổi khí hậu 2011 (hay COP 17) bắt đầu tại Durban, Nam Phi. (Joburg.org.za) Lưu trữ ngày 9 tháng 6 năm 2012 tại Wayback Machine |

| Thứ hai, ngày 28 tháng 11 |
| - Hội nghị LHQ về biến đổi khí hậu 2011 (hay COP 17) bắt đầu tại Durban, Nam Phi. (Joburg.org.za) Lưu trữ ngày 9 tháng 6 năm 2012 tại Wayback Machine |

| Thứ ba, ngày 29 tháng 11 |
| - Vương quốc Anh trục xuất tất cả các nhà ngoại giao Iran sau cuộc tấn công vào tòa đại sứ của nước này ở Tehran. - Cựu tổng thống Côte d'Ivoire Laurent Gbagbo bị dẫn độ đến Tòa án Hình sự Quốc tế vì vai trò của ông trong cuộc nội chiến Côte d'Ivoire thứ hai. |

| Thứ ba, ngày 29 tháng 11 |
| - Vương quốc Anh trục xuất tất cả các nhà ngoại giao Iran sau cuộc tấn công vào tòa đại sứ của nước này ở Tehran. - Cựu tổng thống Côte d'Ivoire Laurent Gbagbo bị dẫn độ đến Tòa án Hình sự Quốc tế vì vai trò của ông trong cuộc nội chiến Côte d'Ivoire thứ hai. |

| Thứ tư, ngày 30 tháng 11 |
| - Ngoại trưởng Hoa Kỳ Hillary Clinton đến Myanmar nhằm thúc đẩy cải cách. (Reuters Lưu trữ ngày 1 tháng 12 năm 2011 tại Wayback Machine) |

| Thứ tư, ngày 30 tháng 11 |
| - Ngoại trưởng Hoa Kỳ Hillary Clinton đến Myanmar nhằm thúc đẩy cải cách. (Reuters Lưu trữ ngày 1 tháng 12 năm 2011 tại Wayback Machine) |

| << Tháng 11 năm 2011 >> |    |    |    |    |    |    |
| CN                      | T2 | T3 | T4 | T5 | T6 | T7 |
|                         |    | 1  | 2  | 3  | 4  | 5  |
| 6                       | 7  | 8  | 9  | 10 | 11 | 12 |
| 13                      | 14 | 15 | 16 | 17 | 18 | 19 |
| 20                      | 21 | 22 | 23 | 24 | 25 | 26 |
| 27                      | 28 | 29 | 30 |    |    |    |
|                         |    |    |    |    |    |    |

| Giới thiệu trang này |

| Sự kiện đang tiếp diễn |
| --- |
| - Nạn đói Đông Phi 2011 - Khủng hoảng tài chính thế giới - Khủng hoảng kinh tế Hy Lạp - Occupy Wall Street - Biểu tình Tây Ban Nha 2011 - Mùa xuân Ả Rập - Nổi dậy ở Bahrain - Biểu tình Jordan - Hậu nội chiến Libya - Biểu tình Jordan 2011 - Nổi dậy ở Syria - Cách mạng Tunisia - Nổi dậy ở Yemen - Đại hội Thể thao Đông Nam Á 2011 |

| Mới mất |
| --- |
| - 30: Chester McGlockton - 28: Ante Marković - 28: Patrice O'Neal - 27: Ken Russell - 27: Gary Speed - 25: Vasily Alekseyev - 22: Svetlana Alliluyeva - 22: Lynn Margulis - 22: Sena Jurinac - 21: Anne McCaffrey - 21: Greg Halman - 20: Shelagh Delaney - 19: Basil D'Oliveira - 18: Walt Hazzard - 17: Kurt Budke - 17: Ng Chiau-tong - 15: Oba Chandler - 15: Dulcie Gray - 14: Lee Pockriss - 12: Evelyn Lauder - 12: Peter Roebuck - 12: Solly Tyibilika - 11: Francisco Blake Mora - 10: Alan Keen - 8: Heavy D - 8: Bil Keane - 7: Joe Frazier - 7: Andrea True - 6: Margaret Field - 4: Alfonso Cano - 4: Andy Rooney - 3: Matty Alou - 3: Bob Forsch - 1: Dorothy Howell Rodham |

| Xung đột tiếp diễn |
| --- |
| - Chiến tranh chống khủng bố - Hải tặc Somalia - Xung đột Ả Rập-Israel - Yemen trấn áp al-Qaeda - Chiến tranh Afghanistan - Nội chiến tại Myanma - Bạo loạn ở miền Nam Thái Lan - Xung đột biên giới Campuchia–Thái Lan - Tranh chấp chủ quyền Biển Đông - Các quốc gia Asian - Chiến tranh ma túy México - Xung đột nội bộ tại Peru |

| sửa thanh bên |
|               |